# Rick Yancey
Richard Yancey (4 de noviembre de 1962) es un novelista estadounidense conocido por sus obras de suspense, fantasía, y ciencia ficción enfocadas al público juvenil.

## Vida
Rick Yancey nació en un suburbio de Miami, Florida.
Yancey escribió su primer cuento en séptimo grado mientras iba al Crystal Lake Junior High School en Florida. Después de graduarse en el Lakeland Senior High School, fue aceptado en el Florida Southern College y se especializó en Comunicaciones. Después de un año en el Florida Southern College, Yancey se trasladó a la Universidad Estatal de Florida y finalmente se graduó en la Universidad Roosevelt con un B.A. en inglés. Después de la graduación, Yancey planeó asistir a la Facultad de Derecho.
Finalmente, Yancey decidió no ir a la Facultad de Derecho y comenzó a impartir clases de inglés, además de actuar y dirigir en teatros de la comunidad local. En 1991, Yancey solicitó un trabajo en el gobierno y fue contratado por el Internal Revenue Service, donde trabajó como agente durante doce años.
Mientras estaba en el IRS, Yancey conoció a su esposa Sandy y crearon una familia. Actualmente, residen en su estado natal, Florida, criando a su hijo menor, Jake.
Yancey también pasó 10 años de su vida en Knoxville, Tennessee, donde se ambientan dos de sus libros.

## Carrera
Mientras trabajaba en el IRS, Yancey escribió guiones en su tiempo libre. A sugerencia de su esposa y colaborador, uno de sus guiones se convirtió en su primer libro publicado profesionalmente, A Burning in Homeland (Simon and Schuster), publicado en 2003.
Con el éxito de A Burning in Homeland, Yancey dimitió del IRS en 2004 para concentrarse en escribir a tiempo completo. Su libro de memorias, Confessions of a Tax Collector (HarperCollins, 2004), narra sus días trabajando en el IRS.
Después del lanzamiento de sus memorias, Yancey comenzó a trabajar en dos series de libros, una para adultos y otra para niños.
La serie Alfred Kropp cuenta la historia de un adolescente torpe que salva el mundo cuando obtiene la famosa espada del Rey Arturo, Excálibur, y es perseguido por la hermandad secreta de caballeros que la ha ocultado durante siglos. Publicado por Bloomsbury Children's Publishing en los Estados Unidos y el Reino Unido, y traducida a quince idiomas, la serie consta de tres libros: Las extraordinarias aventuras de Alfred Kropp (2005), Alfred Kropp y el sello del Rey Salomón (2007) y Alfred Kropp: The Thirteenth Skull (2008).
Sus libros de la serie Highly Effective Detective (St. Martin’s Press) son whodunits para lectores adultos, con un investigador privado encantador pero poco competente con sede en Tennessee. Esta serie consta de cuatro títulos: The Highly Effective Detective (2006), The Highly Effective Detective Goes to the Dogs (2008), The Highly Effective Detective Plays the Fool (2010) y The Highly Effective Detective Crosses the Line (2011)
En 2010, Yancey completó el primer libro de la serie El monstrumólogo. La tetralogía narra la historia de un doctor del siglo XIX y su joven aprendiz, que recorren el mundo persiguiendo y siendo perseguidos por monstruos. Esta serie, publicada por Simon and Schuster Children’s Books en los Estados Unidos y el Reino Unido, y traducida a ocho idiomas, comprende cuatro libros: El monstrumólogo (2009), La maldición del wendigo (2010), The Isle of Blood (2011) y The Final Descent (2013).

### Novelas
Serie The Highly Effective Detective:
1. The Highly Effective Detective (2006)
2. The Highly Effective Detective Goes to the Dogs (2008)
3. The Highly Effective Detective Plays the Fool (2010)
4. The Highly Effective Detective Crosses the Line (2011)

Independientes:
- A Burning in Homeland (2003)

### Novelas juveniles
Serie Alfred Kropp:
1. Las extraordinarias aventuras de Alfred Kropp (The Extraordinary Adventures of Alfred Kropp) (2005)
2. Alfred Kropp y el sello del Rey Salomón (Alfred Kropp: The Seal of Solomon) (2007)
3. Alfred Kropp: The Thirteenth Skull (2008)

- The Alfred Kropp Files: The Unauthorized Notes from the Author (2009), cuentos

Serie El monstrumólogo:
1. El monstrumólogo (The Monstrumologist) (2009)
2. La maldición del wendigo (The Curse of the Wendigo) (2010)
3. The Isle of Blood (2011)
4. The Final Descent (2013)

Trilogía La quinta ola:
1. La quinta ola (The 5th Wave) (2013)
2. El mar infinito (The Infinite Sea) (2014)
3. La última estrella (The Last Star) (2016)

### Libros infantiles
- Empire Rising (2009)

### No ficción
- Confessions of a Tax Collector: One Man's Tour of Duty Inside the IRS (2004), memorias

## Adaptaciones
- La quinta ola (2016), película dirigida por J Blakeson, basada en la novela La quinta ola